# Assembleia de Igrejas Presbiterianas no Iraque
A Assembleia de Igrejas Presbiterianas no Iraque (AIPI), também conhecida como Igreja Presbiteriana Evangélica Nacional do Iraque ou Igreja Presbiteriana do Iraque, anteriormente conhecida como Igreja Evangélica do Iraque, é uma denominação protestante oficialmente reconhecida no Iraque. A igreja foi formada a partir de missões da  Igreja Presbiteriana nos Estados Unidos da América, Igreja Presbiteriana nos Estados Unidos e Igreja Reformada nos Estados Unidos, iniciadas em 1850.

## História
Em 1850, a Igreja Presbiteriana nos Estados Unidos da América iniciou uma obra missionária em Mosul.
Em 1889, a Igreja Reformada nos Estados Unidos abriu sua missão em Basra. 
Posteriormente, a Igreja Presbiteriana nos Estados Unidos também iniciou seu trabalho no país. 
Em 1924, as três missões se uniram, formando a Missão Unida do Iraque (MUI), que trabalhou ativamente no estabelecimento de novas congregações. 
Essas congregações – que se concentravam principalmente em Bagdá, Mossul, Kirkuk e Basra – tornaram-se autônomas e autossuficientes ao longo do tempo, e puderam continuar suas atividades mesmo depois que os missionários da MUI foram expulsos do Iraque em 1969.
Posteriormente, essas igrejas de reuniram e estabeleceram formalmente a Assembleia de Igrejas Presbiterianas no Iraque.
Em 2020, a denominação era formada por 5 igrejas.

## Relações Inter-eclesiásticas
A denominação possui contato com a Igreja Presbiteriana do Brasil.